# Антоний (Шедрауи)
Митрополит Антоний Шедрауи (исп. Metropolitano Antonio при рождении Таннус Шедрауи, фр. Tannus Chedraoui; 17 января 1932, Триполи — 14 июня 2017, Мехико, Мексика) — епископ Антиохийской православной церкви, митрополит Мексиканский, Венесуэльский, Карибский и всей Центральной Америки.

## Биография
Таннус Шедрауи родился 17 января 1932 года в городе Триполи, Ливан в православной семье. Своим главным духовным наставником он называл священника Георгия Хайдара, настоятеля Триполийского прихода близ которого жила семья Шедрауи.
Обучался в духовной семинарии при Баламандском монастыре и в православном училище святого пророка Илии в Триполи. В течение двух лет проходил курс древних языков в духовной семинарии города Коринф, Греция.
20 июля 1952 года был поставлен во диакона в состоянии безбрачия.
Затем поступил в Афинский университет, где изучал богословие и философию.
В 1957—1958 годах служил в Триполийской епархии, будучи личным секретарём архиепископа Триполийского Феодосия (Абурджели) и начальником епархиального духовного суда.
29 августа 1958 года был рукоположён во священника с возведением в сан архимандрита без принятия монашества. После избрания владыки Феодосия на Антиохийский патриарший престол некоторое время находился в его распоряжении.
С 1959 по 1962 год являлся наместником монастыря Бкафин и начальником епархиального духовного суда.
В 1962 году был назначен генеральным секретарём Бострийской епархии в Сирии.
С 1964 года — протосингел митрополита Гор Ливанских Илии (Карама) и начальник епархиального духовного суда. Издавал религиозный журнал «Хараке» («Движение»).
5 июня 1966 года был посвящён во епископа Кесарийского.
В том же году назначен патриаршим викарием в Мексике, Венесуэле, Центральной Америке и на Карибах — первым постоянным архиереем Антиохийской Церкви для Центральноамериканского региона. В октябре 1966 года он прибыл в столицу Венесуэлы Каракас и, вследствие сложной политической ситуации, смог въехать в Мехико только 28 декабря.
4 октября 1994 года получил мексиканское гражданство.
12 июня 1996 года определением Священного Синода Антиохийской Православной Церкви Мексиканская епархия была преобразована в митрополию.
Владыка Антоний прожил в Мексике дольше, чем в родном Ливане, и говорил о ней как о второй родине. Он входил в число влиятельных людей в Мексике, поддерживая отношения со многими видными священнослужителями и политиками.
В январе 2012 года состоялись торжества по случаю 80-летия митрополита Антония, на которые прибыли митрополит Сан-Паульский и Бразильский Дамаскин (Мансур) и митрополит Хомский Георгий (Абу-Захам), управляющий Патриаршими приходами в США архиепископ Наро-Фоминский Юстиниан (Овчинников), архиепископ Сан-Францисский и Западно-Американский Кирилл (Дмитриев) и епископ Мексиканский Алексий (Пачеко-Вера).
В мае 2014 года заявил, что США являются стратегическим союзником террористов, потому что поставляют оружие такфиристским террористическим группировкам в Сирии, а также возложил на США полную ответственность за развязывание в различных районах мира многочисленных войн, начиная с Кореи и Вьетнама и заканчивая нашими днями.

## Награды
- Орден «За заслуги» I степени (Украина, 27 июля 2013 года) — за значительный личный вклад в развитие духовности, многолетнюю плодотворную церковную деятельность и по случаю празднования на Украине 1025-летия крещения Киевской Руси[4].